# Озренская операция
Озренская операция (нем. Ozren-Untemehmen), также операция «Озрен» (нем. Untemehmen «Ozren»), в югославской историографии известна как Вторая Озренская операция — антипартизанская операция, проведённая немецкими и усташско-домобранскими войсками с 29 января по 4 февраля 1942 года против Озренского партизанского отряда Народно-освободительной партизанской и добровольческой армии Югославии (НОПиДАЮ) в районе горного массива Озрен. В югославских источниках трактуется как второй этап немецкого наступления в Восточной Боснии, начавшегося операцией под условным названием «Юго-Восточная Хорватия».

## Название операции в югославской историографии
Операция «Озрен» обозначается в югославской историографии как Вторая Озренская операция — второй этап «Второго вражеского наступления», а также как второй этап немецкой наступательной операции в Восточной Боснии (29 января — 3 февраля 1942 года).

## Предыстория

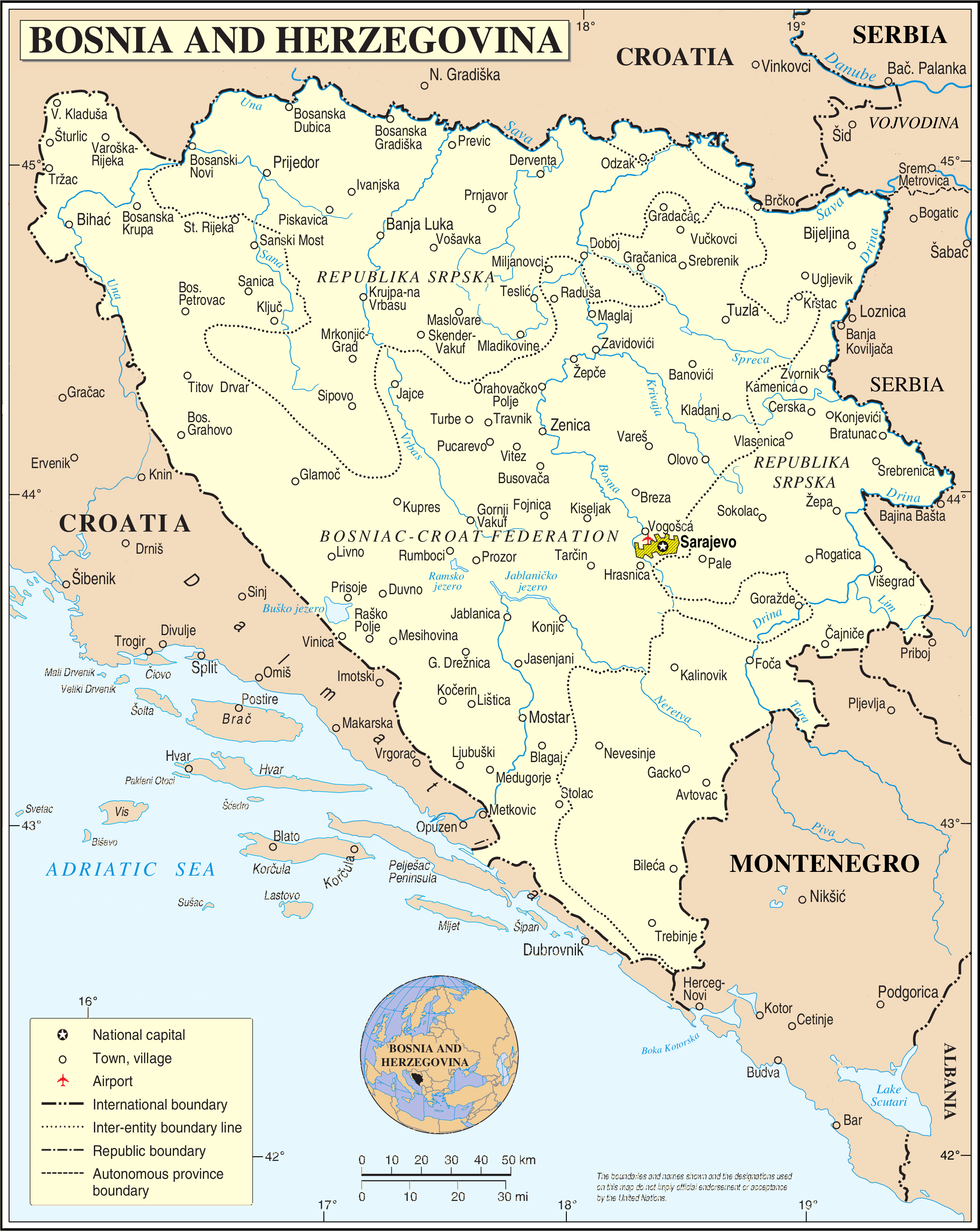
Босния и Герцеговина (современная карта)

В результате поражения в Апрельской войне 1941 года Югославию оккупировали войска Германии, Италии и Венгрии. По окончании военных действий с санкции Гитлера Боснию и Герцеговину включили в состав Независимого государства Хорватия (НГХ). Территория НГХ была разделена на немецкую (северо-восточную) и итальянскую (юго-западную) зоны военного контроля, где могли размещаться войска Германии и Италии, соответственно. В Восточной Боснии расположилась 718-я пехотная дивизия вермахта. Развязанный усташами геноцид сербов заставил их начать вооружённую борьбу против режима Павелича и оккупантов.
Озренский партизанский отряд был сформирован в октябре 1941 года по приказу Главного штаба народно-освободительных партизанских отрядов Боснии и Герцеговины (ГШ НОПО БиГ) из личного состава Озренского батальона 1-й Боснийской бригады. Первоначально состоял из трёх рот: 1-й Маглайской, 2-й Добойской и 3-й Грачаницкой. В ноябре 1941 года в его составе был образован ударный батальон. В декабре отряд насчитывал уже 4 батальона. Со времени создания отряд вёл военные действия против усташско-домобранских вооружённых формирований, совершал нападения на линии коммуникаций и гарнизоны оккупантов и коллаборационистов. Неспособность Хорватского домобранства самостоятельно справиться с партизанами вынудила германское командование в начале 1942 года обратить внимание на вопросы безопасности в НГХ и принять совместные меры для ликвидации повстанцев с привлечением немецких воинских частей.

## Планирование операции
Первоначально планировалось провести эту антипартизанскую акцию в период с 9 по 15 января 1942 года, до начала масштабной операции под условным названием «Юго-Восточная Хорватия». Однако после того, как немецко-хорватские части натолкнулись на неожиданно сильное сопротивление партизан, операцию «Озрен» пришлось прервать для соблюдения сроков проведения операции «Юго-Восточная Хорватия». После неудачного завершения последней, ранее планировавшиеся действия были возобновлены 29 января и продолжались до 4 февраля.
В операции участвовали 697-й полк 342-й пехотной дивизии и 738-й и 750-й полки 718-й пехотной дивизии вермахта, а также 1-й, 5-й и 15-й (без одного батальона) домобранские пехотные полки, по одному батальону из состава 3-го, 4-го и 7-го домобранских пехотных полков, один усташский батальон и другие хорватские части - всего около 18 тысяч человек. Численность противостоявших им партизан Озренского отряда составляла около 1200 человек.

## Ход операции
Командование Озренского партизанского отряда было оповещено о подготовке немецкого нападения, но не располагало подробной информацией о планах противника. В этих условиях было решено дождаться начала немецкой акции и действовать в соответствии с развитием обстановки. Наступление началось 29 января. После двухдневных боёв наступающие с востока 697-й полк 342-й пехотной дивизии и 750-й полк 718-й дивизии (боевая группа «Восток») прорвались через нижнее течение реки Спреча, достигли высоты Карановац, но были остановлены на направлении Турия — Василевци. Наступающим на западных склонах Озрена в направлении Добоя 738-му полку 718-й пехотной дивизии и двум домобранским батальонам (группа «Запад») удалось оттеснить подразделения Озренского отряда и прорваться в Пакленицу после ожесточённых боёв под Раковацем. В то же время заградительная усташско-домобранская группа «Добой» в составе около трёх пехотных полков оказывала давление на позиции партизан, связывая их своими действиями, а усташский батальон «Францетич» зачищал долину реки Кривая, уничтожая сербские села, чьё население бежало на Озрен.
В последующие дни направление наступления сместилось на западную часть Озрена, но партизанам удалось уклониться от противника и отступить вглубь горного массива. 3 февраля войска групп «Восток» и «Запад» соединились у населённого пункта Коноплишта, но Озренский отряд вышел им в тыл и сохранял свободу манёвра. В этой обстановке, с учётом тяжёлых погодных условий, сложного рельефа местности и малых надежд на успех дальнейших действий, немцы стали отводить войска к Добою, прочёсывая узкую полосу территории вдоль берега Спречи.
Пока немецкие боевые группы возвращались в Добой, Озренский партизанский отряд перешёл в контрнаступление, разбил оставленные гарнизоны трёх усташско-домобранских батальонов и до 7 февраля возвратил под свой контроль всю территорию, которую занимал до начала немецкой операции.

## Итоги
Продолжение прерванной операции против Озренского партизанского отряда было неудачным. Хотя соотношение задействованных сил (три немецких полка) и территории, на которой проводилась операция, было более благоприятным, чем во время операции «Юго-Восточная Хорватия», снежные сугробы глубиной до 1,5 метра и покрытая густым лесом горная местность сделали невозможным успех карательной операции. В письме к командующему немецкими войсками на Юго-Востоке генералу инженерных войск Вальтеру Кунтце командир 698-го пехотного полка полковник Штраухс так описал свои трудности: «Совершенно невозможно достать этих людей (партизан), наступая из долины, да ещё в эту пору года, по колени в снегу. Пожалуй, это не получится и летом. Без шапки-невидимки маловероятно приблизиться к бандам, чьи шпионы скрываются где-то среди скал, под кустом или в лесу».
Менее пессимистичной была оценка, которую дал в своём заключительном отчёте командир 718-й пехотной дивизии генерал-майор Йохан Фортнер. Фортнер объяснил ограниченные результаты, достигнутые в ходе операции, слишком малыми сроками, отведёнными на выполнение задачи, отсутствием горного снаряжения у задействованных частей и невозможностью полного блокирования и тщательного прочёсывания местности. Подводя итог, Фортнер резюмировал, что основательно подготовленная операция «Романия» («Юго-Восточная Хорватия») оказала большее влияние на борьбу с повстанческим движением, чем проведение двух операций, одну из которых пришлось прервать из-за лимита времени.
Вследствие неудачи операций «Юго-Восточная Хорватия» и «Озрен» главной партизанской группировке во главе с Верховным штабом удалось избежать разгрома и занять район Горажде и Фочи. Вместе с уже контролируемыми НОПиДАЮ территориями в Санджаке, Восточной Герцеговине и Черногории они составили обширное освобождённое пространство, ликвидация которого в дальнейшем потребовала новых масштабных операций оккупационных сил.

## Последующие события
Поражения и вынужденное отступление основных партизанских сил в ходе немецких антипартизанских акций второй половины 1941 — начала 1942 годов, тяжёлые зимние условия, недовольство левым уклоном в народно-освободительном движении и связанным с ним террором против классовых врагов и мнимых коллаборационистов, а также влияние четнической пропаганды обусловили глубокий кризис в партизанских рядах. Ширилось дезертирство, многие отряды распались или перешли к четникам. Политический комиссар ГШ НОПО БиГ Родолюб Чолакович писал: «В Нишичском и Варешском батальонах некоторые бойцы начинают спарывать кокарды. Во всех трёх батальонах отряда „Звезда“ произошёл переворот. Нам было понятно, что большинство сербского населения в регионе решилось на капитуляцию… Батальонная группа численностью около 600 человек — всё, что осталось от Романийского, Озренского, Маевицкого, Зеницкого отрядов и батальонов отряда „Звезда“». 
В такой обстановке в Озренском отряде, в большинстве состоявшем из крестьян, 18 апреля 1942 года сторонники четников склонили партизан к мятежу. Вслед за этим мятежники совершили нападение на 1-й Восточно-Боснийский пролетарский батальон и разбили его 4-ю роту. В ходе контратаки остальных сил пролетарского батальона нападение четников было отбито, но на следующий день пролетарский батальон вынужден был оставить Озрен и вместе со штабом Озренского отряда и частью верных ему бойцов перешёл в расположение Зеницкого партизанского отряда. При этом в бою с четниками погиб политический комиссар Хусинской роты Озренского отряда Петар Милянович (в 1953 году провозглашён Народным героем Югославии). 20 августа 1943 года Озренский партизанский отряд нового формирования был создан в составе 17-й ударной дивизии НОАЮ.